# Жетиген
Жетиген — киргизское родо-племенное объединение, входящее в подразделение Левого крыла  (Сол-канат).

## Генетика
У представителей данного племени преобладает гаплогруппа R1b.

## Строение
Жетигены деляться на следующие рода:
- Калдо
- Карабаш
- Мурат
- Чалай
- Кызыл тебетей
- Чон тобой
- Каработо[3].

Каждая ветвь делится на роды (урук).

## Расселение
Жетигены в нынешний момент живут на территориях Чуйской области Кеминского района, Нарынской области Кочкорского и Джумгальского района, а также в Таласской области Манасского района.

## Известные представители
- Суйменкул Чокморов — советский кыргызский актёр кино, художник. Народный артист СССР.
- Эр Солтой батыр – военначальник, сражавшихся против Джунгарского ханства.
- Медербек — законодатель-судья Кыргызского ханства.
- Жапаркулова Зинаида — депутат Советского Союзга, чабан колхоза.

## Примечание
1. ↑  КИРГИЗЫ • Большая российская энциклопедия - электронная версия. old.bigenc.ru. Дата обращения: 3 сентября 2023. Архивировано 23 января 2023 года.
2. ↑  Zhaxylyk M. Sabitov. Потомки Адигине и Тагая среди киргизов. The Russian Journal of Genetic Genealogy. Volume 4, No 2 (2012)/Volume 5, No 1 (2013). C.48-51.. Архивировано 13 февраля 2023 года.
3. ↑   Sanjyra.net
4. 1 2  Санжыра. sanjyra.ru. Дата обращения: 3 сентября 2023. Архивировано 3 июля 2023 года.
5. ↑  Мурас - Баракелде (конго). muras.turmush.kg. Дата обращения: 3 сентября 2023. Архивировано 3 июля 2023 года.